# Samoa Joe
Nuufolau Joel „Joe“ Seanoa (17. března 1979), známý jako Samoa Joe, je americký profesionální zápasník. Pracuje ve společnosti All Elite Wrestling (AEW).
Debutoval v roce 1999, v roce 2002 se připojil k společnosti Ring of Honor (ROH), která právě vznikala. Mezi lety 2003 a 2004 držel 21 měsícu titul ROH World Championship, tím vytvořil rekord. V červnu roku 2005 přešel k Total Nonstop Action Wrestling (TNA), kde neprohrál dlouhých 19 měsíců, ta skončila uznávaným sporem s Kurtem Anglem. Ve společnosti působil dlouhých 10 let.
Po odchodu z TNA se v roce 2015 přidal k WWE, byl zařazen do NXT. Stal se zde dvojnásobným šampionem. V lednu 2017 byl přeřazen do hlavního rosteru, dvakrát vyhrál WWE United States Championship a byl jednou z hlavních hvězd společnosti. V roce 2019 začal kvůli častým zraněním pracovat jako komentátor. V dubnu 2021 byl propuštěn, ale v červnu se znovu vrátil a vyhrál potřetí NXT Championship, než byl znovu propuštěn v lednu 2022.
V lednu 2022 podepsal smlouvu s AEW a o tři měsíce později v ní debutoval. Také začal opět působit v ROH, což byla do té doby sesterská společnost AEW po její koupi spolumajitelem AEW a generální ředitelem Tony Khanem. Dvakrát držel AEW TNT Championship a jednou ROH World Television Championship (jednou držel oba tituly současně) a vytvořil nový rekord pro nejdelší vládnutí s ROH Television Championship. Poté porazil MJFa v zápase o AEW World Championship, čímž se stal jediným zápasníkem, který zápasil o AEW, ROH i TNA hlavní tituly.

## Osobní život
V roce 2007 si vzal za manželku Jessicu Seanoa. Jeho blízkými přáteli jsou zápasníci CM Punk, Homicide, Christopher Daniels, AJ Styles a Rob Van Dam.
Trénuje brazilské jiu-jitsu, judo a Muay Thai. Dělával sparing partnera Justinu McCullyhovi.

## Úspěchy
- All Elite Wrestling
  - AEW TNT Championship (2x)
  - AEW World Championship (1x)
  - Grand Slam World Championship Eliminator Tournament (2023)
- Ballpark Brawl
  - Natural Heavyweight Championship (1x)
- CBS Sports
  - Commentator of the Year (2020)
  - Smack Talker of the Year (2018)
- Extreme Wrestling Federation
  - Xtreme 8 Tournament (2006)
- IWA Mid-South
  - Revolution Strong Style Tournament (2004)
- German Wrestling Association
  - GWA Heavyweight Championship (1x)
- Pro Wrestling Illustrated
  - PWI Feud of the Year (2007) vs. Kurt Angle
  - PWI Most Popular Wrestler of the Year (2006)
  - Ranked number 4 of the top 500 singles wrestlers in the PWI 500 in 2006 and 2008
- Pro Wrestling Noah
  - GHC Tag Team Championship (1x) – s Magnusem
- Pro Wrestling Zero-One
  - NWA Intercontinental Tag Team Championship (1x) – s Keijim Sakodou
- Ring of Honor
  - ROH Pure Championship (1x)
  - ROH World Championship (1x)
  - ROH World Television Championship (1x)
  - ROH Triple Crown Champion
  - ROH Hall of Fame (class of 2022)
- SoCal Uncensored
  - Rookie of the Year (2000)
- Total Nonstop Action Wrestling
  - TNA Television Championship (1x)
  - TNA World Heavyweight Championship (1x)
  - TNA World Tag Team Championship (2x) – sám (1x) a s Magnusem (1x)
  - TNA X Division Championship (5x)
  - King of the Mountain (2008)
  - Maximum Impact Tournament (2011)
  - TNA X Division Championship Tournament (2014)
  - Super X Cup (2005)
  - Feast or Fired (2009 – World Heavyweight Championship contract)
  - TNA Turkey Bowl (2007)
  - Gauntlet for the Gold (2007 – TNA World Heavyweight Championship)
  - Wild Card Tournament (2011) – s Magnus
  - TNA Grand Slam Champion
  - TNA Triple Crown Champion
  - TNA Year End Awards (6x)
    - Mr. TNA (2006, 2007)
    - X-Division Star of the Year (2006)
    - Feud of the Year (2006, 2007) vs. Kurt Angle
    - Finisher of the Year (2007) muscle buster
- Twin Wrestling Entertainment
  - TWE Heavyweight Championship (1x)
- Ultimate Pro Wrestling
  - UPW Heavyweight Championship (1x)
  - UPW No Holds Barred Championship (1x)
- Wrestling Observer Newsletter
  - Best Brawler (2005, 2006)
  - Most Outstanding Wrestler (2005)
  - Pro Wrestling Match of the Year (2005) vs. Kenta Kobashi s Joem vs. Kobashi
- WWE
  - NXT Championship (3x)
  - WWE United States Championship (2x)
  - Dusty Rhodes Tag Team Classic (2015) – s Finnem Bálorem

1. ^ After the title was vacated, Joe and Sakoda's reign was stricken from the promotion's records.
2. ^ Joe held the title by himself during his first reign.